# Trillingsanalyse
Een trillingsanalyse is een diagnosemiddel. De analyse wordt uitgevoerd aan machines om stilstand door een defect te voorkomen. Trillingen kunnen ontstaan door bijvoorbeeld een defecte kogellager of door onbalans. Door middel van een trillingssensor wordt de trilling opgemeten. De gemeten trilling geeft de beweging van het gemeten oppervlak aan. Deze golfvormige beweging is moeilijk interpreteerbaar, vandaar dat hiervan de typische golfvormige trillingsgrafiek gemaakt wordt.
Door middel van een fourieranalyse wordt de golfvorm ontleed in een aantal sinussen die op een bepaalde frequentie een bepaalde amplitude hebben. Zo wordt de typische trillingsgrafiek met op de horizontale as de frequentie en op de verticale as de amplitude verkregen. Het klassieke spectrum loopt tot een bereik van een 60-70-80 keer het toerental van het bewegende onderdeel. Draait een lager bijvoorbeeld 25 Hz dan zal het spectrum vaak gemeten worden tussen 0 en 2000 Hz.
Foutfrequenties verschijnen als piekjes. Door het vergelijken van verschillende metingen in de tijd kan een 'trend' optreden in stijgende of dalende foutfrequenties, die wijst op een opkomende fout. De mogelijke foutfrequenties, veroorzaakt door de machine zijn:
- onbalans
- speling of losheid
- elektrische frequenties
- lagerfrequenties
- smeringsprobleem
- omgevingstrillingen
- eigen trillingen